# Olschany
Olschany (ukrainisch Ольшани; russisch Ольшаны) ist ein Dorf in der Westukraine mit etwa 160 Einwohnern. Es liegt in der Oblast Wolyn.
Die Rajonshauptstadt Kamin-Kaschyrskyj liegt etwa 8 Kilometer südöstlich, die Oblasthauptstadt Luzk 108 Kilometer südöstlich.
Am 12. Juni 2020 wurde das Dorf ein Teil neu gegründeten Stadtgemeinde Kamin-Kaschyrskyj; bis dahin gehörte es zusammen mit dem Dorf Salasko (Залазько) die Landratsgemeinde Ossiwzi (Осівцівська сільська рада/Ossiwziska silska rada) im Nordwesten des Rajons.
Das Ortsgebiet lag bis 1918 im Russischen Reich im Gouvernement Minsk und kam 1921 zur Zweiten Polnischen Republik. Dort gehörte es in der Gmina Kamień Koszyrski zum Powiat Kamień Koszyrski in der Woiwodschaft Polesien und war verwaltungstechnisch ein Teil von Olble Lackie (heute Ossiwzi).
Infolge des Hitler-Stalin-Pakts besetzte die Sowjetunion das Gebiet. Nach dem deutschen Überfall auf die Sowjetunion im Juni 1941 war der Ort bis 1944 unter deutscher Herrschaft (im Reichskommissariat Ukraine), kam dann nach dem Zweiten Weltkrieg wieder zur Sowjetunion und wurde in die Ukrainische SSR eingegliedert. Erst nach 1947 wurde das Dorf eigenständig, seit 1991 gehört es zur heutigen Ukraine.